# Guy de Villarnoult
Pour les articles homonymes, voir Villarnoult.
Guy de Villarnoult, mort vers 1140, est un chevalier et seigneur bourguignon.

## Biographie
Guy de Villarnoult est le seigneur de la baronnie de Villarnoult, mouvante du Duché de Bourgogne, qui avait dans sa dépendance les fiefs et seigneuries de Bussières, de Sully-Montchanin, en partie de Saint-Brancher, d'Auxon, de La Provenchère, sur la paroisse de Saint-Léger-de-Foucheret, de Rouvray, ou s'exerçait sa haute justice, avec le titre de bailliage, qui s'exerçait à Rouvray et dans d'autres lieux.
Guy de Villarnoult, est seigneur des lieux en 1140, il n'eut qu'une fille : Agnès de Villarnoult, qui portera ses biens en dot à son époux Guy Ier Besors, gentilhomme d'Autun, dont les ancêtres jouissaient d'une grande considération.

## Armoiries
Devise